# Paralligator
Paralligator — це вимерлий рід крокодиломорфів неосухії, який мешкав під час пізньої крейди (сеноман-маастрихт) у нинішніх формаціях Баян-Шіре та Немегт у Монголії, приблизно 96–70 мільйонів років тому.

## Таксономія
Відомі три види:
- Paralligator ancestralis Konzhukova, 1954[2]
- Paralligator gradilifrons Konzhukova, 1954[2]
- Paralligator major Efimov 1981[3]

## Неправильно призначений вид
"Paralligator" sungaricus, описаний з ранньокрейдової формації Nenjiang провінції Цзілінь, Китай, базується на посткраніальних залишках, що складаються з кількох пресакральних хребців, дорсальних остеодерм, частково лівої стегнової кістки та проксимальної частини лівої великогомілкової та малогомілкової кісток. Однак типовий матеріал є надто фрагментарним, щоб вважатися діагностичним, а вид є nomen dubium.